# Zones sauvages de Finlande

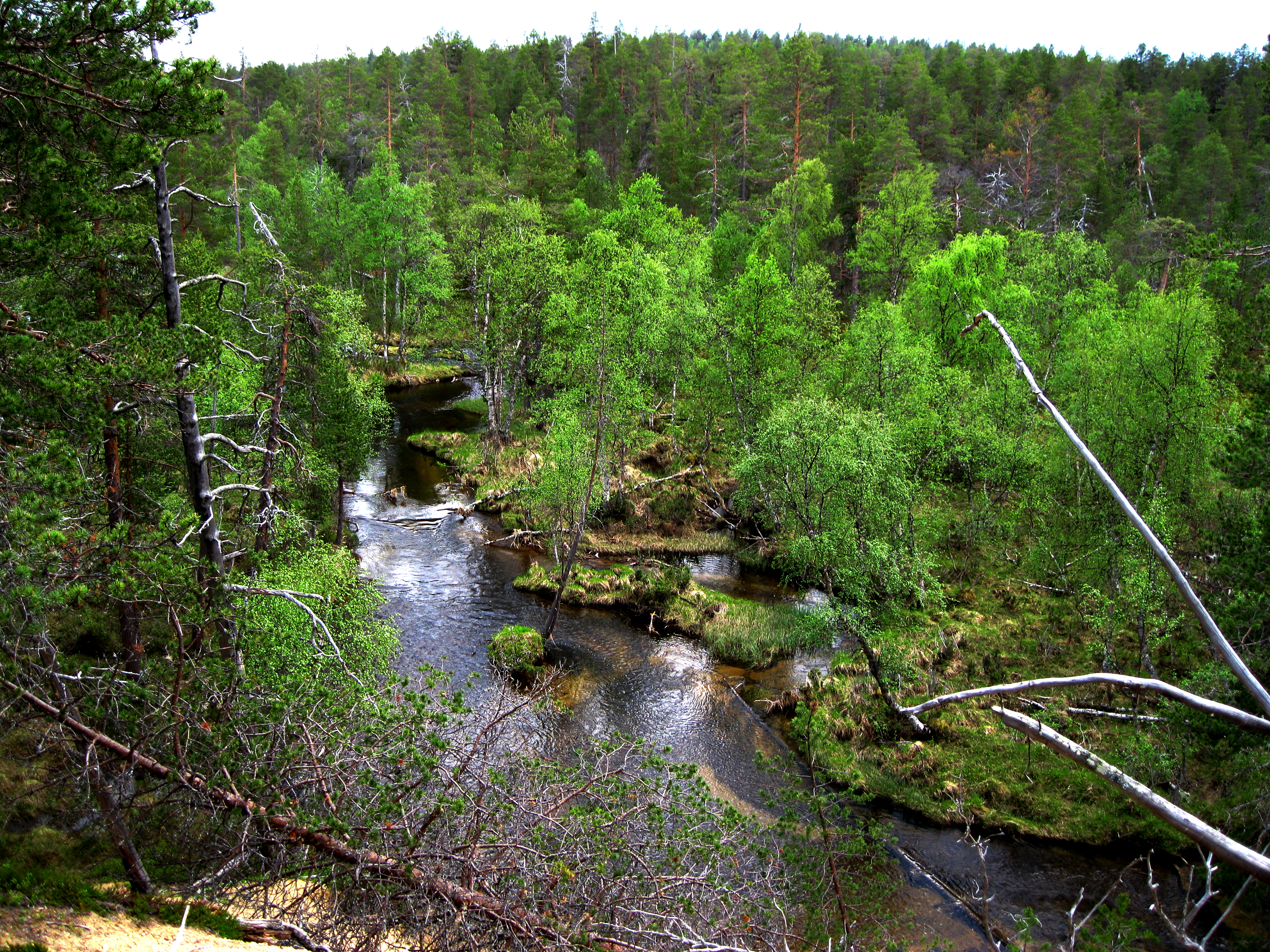
Zone sauvage de Tsarmitunturi.

Les zones sauvages (finnois : Erämaa alueet) de Finlande sont des zones protégées, bien qu'elles ne soient pas vraiment des réserves naturelles.

## Présentation
Les zones sauvages de Finlande ont été définies par la loi des zones sauvages (finnois : erämaalaki: (17.1.1991/62)) du 17 janvier 1991 pour préserver leur caractère sauvage, la culture des Saami et la forme naturelle de leurs moyens de subsistance.
Il y a douze zones, toutes dans le nord de la Laponie. Elles couvrent une aire de 14 890 km2 et sont gérées par le Metsähallitus.

## Listes des zones
Les zones sauvages de Laponie sont :
| Zone sauvage                  | Commune                   | Superficie (km2) | Fondation | Réf.   |
| ----------------------------- | ------------------------- | ---------------- | --------- | ------ |
| Zone sauvage de Hammastunturi | Inari, Kittilä, Sodankylä | 1 825            | 1991      | [ 2 ]  |
| Zone sauvage de Kaldoaivi     | Inari, Utsjoki            | 2 924            | 1991      | [ 3 ]  |
| Zone sauvage de Kemihaara     | Savukoski                 | 302              | 1997      | [ 4 ]  |
| Zone sauvage de Käsivarsi     | Enontekiö                 | 2 184            | 1991      | ,      |
| Zone sauvage de Muotkatunturi | Inari, Utsjoki            | 1 570            | 1991      | [ 7 ]  |
| Zone sauvage de Paistunturi   | Inari, Utsjoki            | 1 570            | 1991      | [ 8 ]  |
| Zone sauvage de Pulju         | Enontekiö, Kittilä        | 614              | 1991      | [ 9 ]  |
| Zone sauvage de Pöyrisjärvi   | Enontekiö                 | 1 280            | 1991      | [ 10 ] |
| Zone sauvage de Tarvantovaara | Enontekiö                 | 670              | 1991      | [ 11 ] |
| Zone sauvage de Tsarmitunturi | Inari                     | 150              | 1991      | [ 12 ] |
| Zone sauvage de Tuntsa        | Salla, Savukoski          | 212              | 1997      | [ 13 ] |
| Zone sauvage de Vätsäri       | Inari                     | 1 550            | 1991      | [ 14 ] |